# Brasserie Artois
 (mars 2021).
Si vous disposez d'ouvrages ou d'articles de référence ou si vous connaissez des sites web de qualité traitant du thème abordé ici, merci de compléter l'article en donnant les références utiles à sa vérifiabilité et en les liant à la section « Notes et références ».
La brasserie Artois (en néerlandais : Brouwerij Artois) est une brasserie située dans la ville de Louvain en province du Brabant flamand (Belgique). Elle est l'une des plus importantes brasseries du pays. L'entreprise fait partie du groupe brassicole AB InBev.

## Historique de la brasserie
En 1366, la brasserie Den Hoorn (la Corne), à Louvain, en Belgique est fondée.
En 1708, Sébastien Artois en devient le maître-brasseur. En 1717, il achète la brasserie dans laquelle il œuvre depuis 7 ans. Par la suite, il achète aussi deux autres sociétés et son entreprise est alors considérée comme l'une des plus grandes brasseries d'Europe.
En 1873, Adolphe de Spoelberch épouse Elise Willems alors que sa sœur Amélie convole avec David-Eugène de Mevius. Le destin de la brasserie sera entre les mains de ces deux familles jusqu'à l'intégration dans AB-Inbev.
En 1926, cette société crée la Stella Artois, une bière de fermentation basse de style pils plus forte que celles brassées jusqu'alors,.
En 1987, la brasserie fusionne avec la brasserie Piedbœuf de Jupille (propriété de la famille Van Damme) pour former le groupe Interbrew. Actuellement elle est l'un des cinq sites de production en Belgique du groupe Anheuser-Busch InBev, héritier d'Interbrew,,.
Depuis 1996, à la suite de la fermeture de la brasserie Saint-Guibert (ex-brasserie Grade) rachetée par le groupe , les bières d'origine wallonne Leffe et Vieux-Temps sont brassées à Louvain.
En 2004, la brasserie « Artois » a été créée par la fusion de la société belge Interbrew et de la société brésilienne AmBev,.

## Principales bières

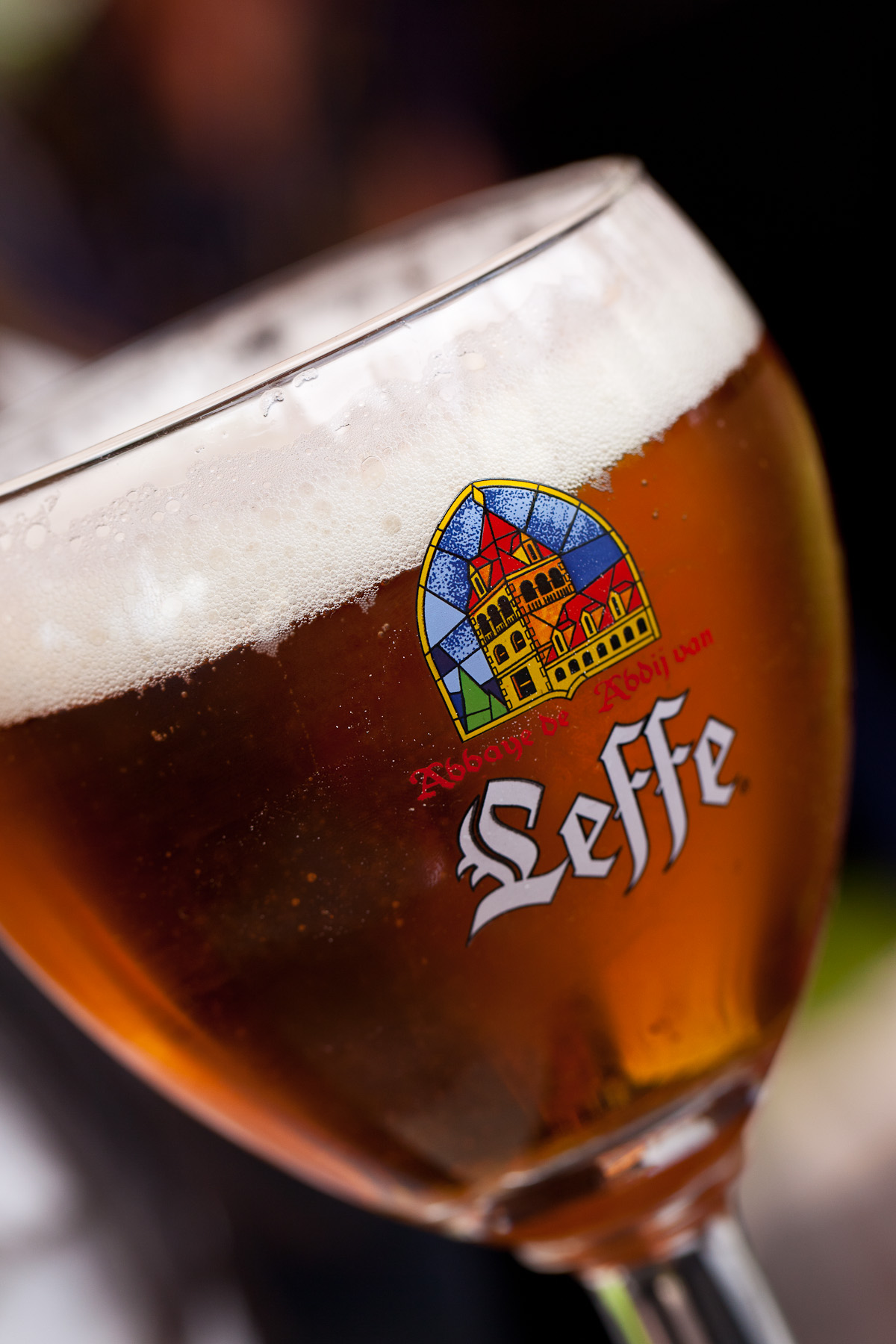
Leffe

- Stella Artois
- Leffe
- Vieux-Temps
- Ginder Ale
- Horse-Ale
- Loburg
- Scotch CTS

## Anciennes bières
- Safir brassée jusqu'en 2013.
- Sernia

## Autres brasseries belges AB InBev
- Brasserie Hoegaarden
- Brasserie Belle-Vue
- Brasserie Bosteels
- Brasserie Jupiler